# Raphidia immaculata
Raphidia immaculata är en halssländeart som beskrevs av Donovan 1800. Raphidia immaculata ingår i släktet Raphidia och familjen ormhalssländor. Inga underarter finns listade i Catalogue of Life.